# La congiura di Merlino
La congiura di Merlino (titolo originale in inglese: The Merlin Conspiracy) è un romanzo fantasy di Diana Wynne Jones. I capitoli del libro sono narrati in prima persona dai due personaggi principali, Roddy e Nick.

## Trama
Arianrhod Hyde (detta Roddy) è la figlia di due maghi appartenenti alla corte del re di Blest ed ha viaggiato con il Corteo del Re per tutta la vita. Il Corteo del Re è una corte itinerante che segue il sovrano nel suo ininterrotto viaggio attraverso le isole di Blest al fine di controllare la magia del mondo. Roddy ed il suo amico Ambrose Temple (detto Grundo) scoprono che la madre di Grundo ha ordito una congiura insieme al nuovo Merlino – la figura che ufficialmente regge l'equilibrio magico – per conquistare il trono e, di conseguenza, tutta la magia di Blest. Quando Roddy e Grundo provano ad avvertire gli adulti del complotto, nessuno crede loro. Roddy decide allora di provare a chiedere aiuto a qualcuno di un altro mondo tramite una formula magica. L'unica persona che trova è Nick, un ragazzo che vive dell'attuale Inghilterra e sogna di diventare Magid e viaggiare in altri mondi. Quando incappa nell'incantesimo di Roddy, Nick sta camminando nei sentieri oscuri che conducono da un mondo all'altro, diretto a casa del potente mago Romanov. Dopo una serie di avventure, Nick incontra Maxwell Hyde, nonno paterno di Roddy, che è un Magid ossia una sorta di poliziotto che si sposta attraverso i mondi per aiutare le persone e che prende ordini dal cosiddetto “Piano Alto”. 
Nel frattempo, però, Sybil ed il Merlino hanno rapito tutti i maghi più potenti della corte, inclusi i genitori di Roddy, servendosi dell'aiuto di Gwin ap Nud, l'altro nonno di Roddy, ed hanno convinto il re ad abdicare. Sarà quindi compito di Roddy, Nick e Grundo, aiutati da Romanov, fermare la congiura prima che sia troppo tardi.

## Personaggi principali
Roddy
Arianrhod Hyde è figlia del Meteomago di corte e da quando è nata viaggia al seguito del Re di Blest. Quando scopre il complotto architettato da Sybil Temple, Sir James ed il nuovo Merlino, cerca di mettere in guardia gli adulti, ma questi sono in potere di Sybil. La ragazza e il suo amico Grundo si trasferiscono a casa del nonno Gwyn in Galles e vengono quindi lasciati indietro dal Corteo reale.
Grundo
Ambrose Temple figlio di Sybil non sa chi è suo padre, si narra sia fuggito alla moglie molto tempo fa (con tutte le ragioni) quando volevano designarlo il Merlino di corte. È dislessico e per questo anche le magie gli riescono alla rovescia. Ma non per questo è meno potente degli altri. 
Nick
Nichothodes Euthandor Timosus Benigedy Koryfoides (conosciuto anche con il nome di Nick Mallory) è un ragazzo inglese che si imbatte nell'incantesimo di Roddy e promette di aiutarla a sventare il piano di Sybil e del Merlino dopo aver ritrovato Romanov. Sulla strada verso casa di quest'ultimo, incontra Maxwell Hyde (senza riconoscerlo) dal quale si trasferisce in seguito.

## Edizioni
- Diana Wynne Jones, La congiura di Merlino, traduzione di Serena e Valentina Daniele, prima ed., collana Mondi fantastici Salani, Adriano Salani Editore, 2004,  pp. 392, cap. 12, ISBN 88-8451-383-9.